# Prema (Hinduismus)
Prema (Sanskrit, m.,  प्रेम , prema), auch preman oder nur prem, bezeichnet im Hinduismus die Erweckung und Entfaltung der Liebe zu Gott.

## Etymologie

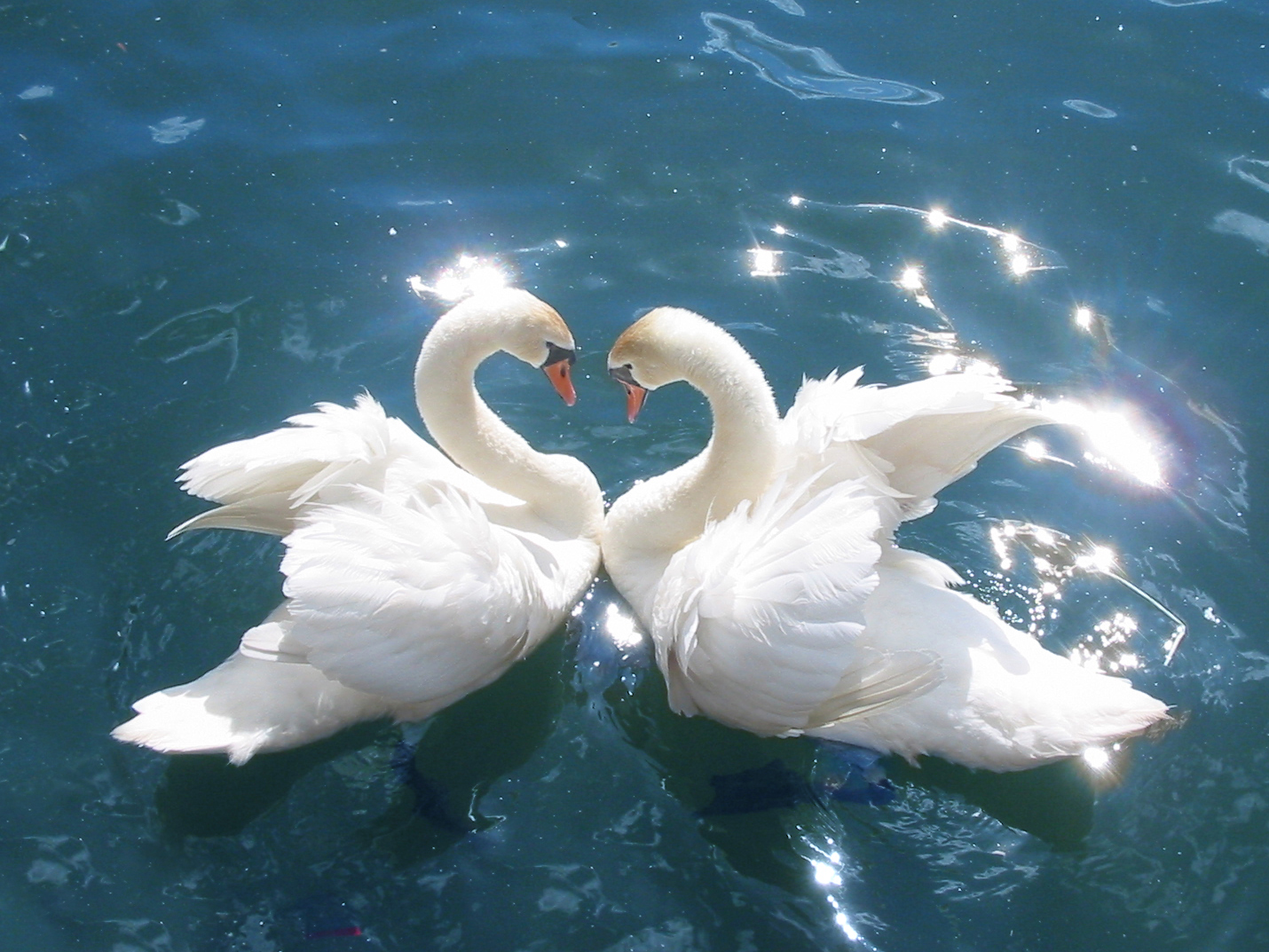
Schwäne (Cygnus olor) – Symbole für Reinheit und Transzendenz im Vedanta

Das männliche Substantiv prema leitet sich ab von preman प्रेमन्. Dessen Bedeutung sind liebevolle Zuneigung, reine Liebe, Freude, Freundlichkeit, Zärtlichkeit, Wohlwollen. Weitere Bedeutungen sind Gunst, Entzücken, Fröhlichkeit, aber auch Scherz oder Witz. Auch Luft oder Wind kann gemeint sein. Oft wird der Götterkönig Indra hiermit bezeichnet. Die Wurzel von preman ist das Zeitwort prī (प्री), mit der Bedeutung erfreuen, fröhlich stimmen, gern haben, lieben und genießen – dem die Endung -man (मन्) folgt. Die Feminisierung von preman als premā (प्रेमा) steht für reine, bedingungslose Liebe – Liebe, die Mensch mit Mensch und Mensch mit Gott verbindet. Im weiteren Sinne sind damit Freude, Vergnügen, Zeitvertreib und sportliche Betätigung gemeint.

### Synonyme
Synonym zu prema erscheinen Begriffe wie bhava (bhāva – भाव), kama (kāma – काम), karuna (karuṇā – करुणा), rati (रति), sneha (स्नेह) und andere mehr, die aber alle dennoch ihre eigene, spezifische Bedeutung besitzen.

## Prema im Vishnuismus
Der Begriff Prema wird seit Jahrhunderten von Vaishnavas, den Anhängern Vishnus, verwendet, um ihre Gottesverehrung zum Ausdruck zu bringen. Prema kann sich bei ihnen auch auf Krishna richten. Prema erscheint als ekstatisches Gefühl während der Meditation, wenn die Gedanken voll und ganz auf die Persönlichkeit Gottes gerichtet sind.
In der Bhaktitradition wird davon ausgegangen, dass hingebungsvoller Dienst zu Gott (kṛṣṇa-prema) zum Aufkeimen der Gottesliebe führt (in Bengali: taiche bhakti-phale kṛṣṇe prema upajaya) und je mehr diese Liebe im Herzen anwächst, unso mehr verschwindet materielle Befleckung (preme kṛṣṇāsvāda haile bhava nāśa pāya – Chaitanya Charitamrita, Madhya-līlā, 20.141). Die Vervollkommnung der Liebe zu Gott bzw. Krishna lässt hartnäckige materielle Verunreinigungen verschwinden und stellt somit die letztendliche Erlösung oder Befreiung dar. Dennoch werden Erlösung oder Befreiung nur als untergeordnetes Nebenprodukt angesehen. Was zählt ist die Versenkung in Gottesliebe – der Vervollkommnung des Lebensweges.

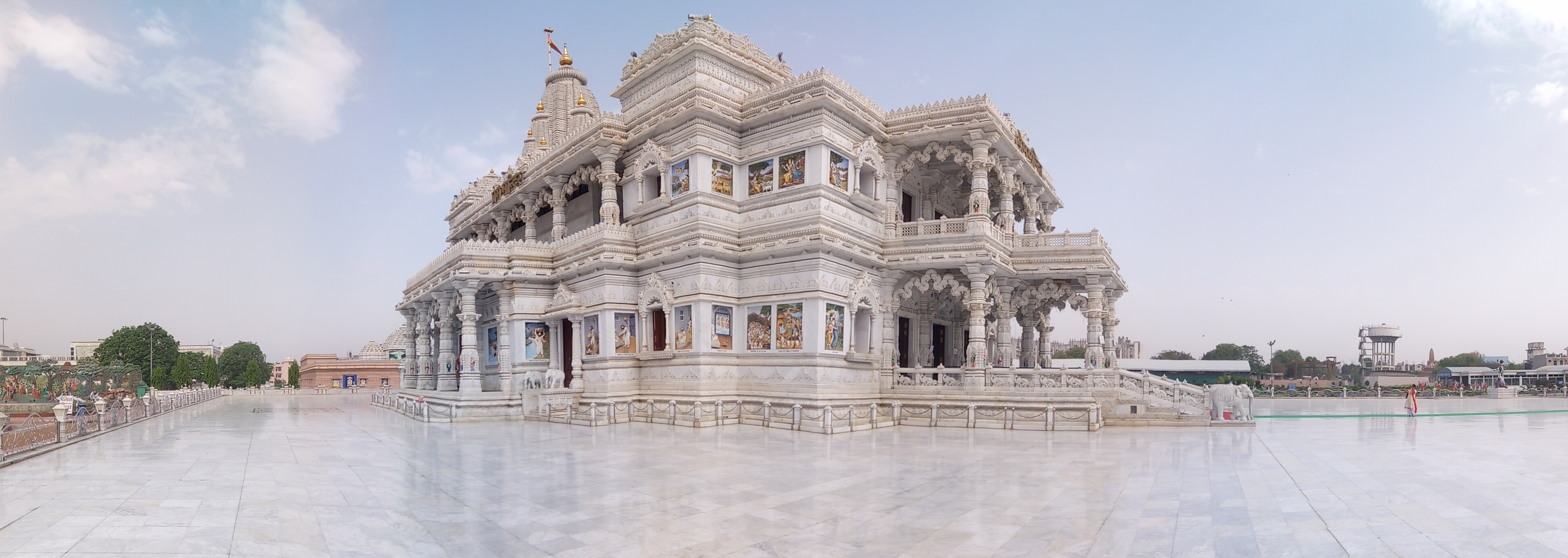
Der Prem Mandir in Vrindavan

Premabhakti (प्रेमभक्ति) ist die letzte Stufe dieses Bhaktivorgangs und wird durch reine Gottesliebe gekennzeichnet. Sie stellt die Vervollkommnung der Hingabe dar. Rankengleich windet sie sich um Gott – und prema ist ihre achte und voll erblühte Stufe.
Premabhakti steht synonym für nirguṇā-bhakti, d. h. Bhakti außerhalb der Wirkungsweisen der materiellen Natur. Um Premabhakti zu verwirklichen, müssen ausgehend vom Glauben an Gott neun Stufen erklommen werden:
- śraddhā (श्रद्धा) – Glaube
- sādhu-saṅga (साधुसङ्ग) – Gemeinschaft mit Gottgeweihten
- bhajana-kriyā (भजन-क्रिया) – devotionelle Verehrung
- anartha-nivṛtti (अनर्थनिवृत्ति) – das Aufhören unerwünschter Begierden
- niṣṭhā (निष्ठा) – Stetigkeit
- ruci (रुचि) – Geschmack finden
- āsakti (आसक्ति) – tiefe Anhaftung
- bhāva (भाव) – erstmaliges Auftauchen reiner Liebe
- prema (प्रेम)

Die ersten sieben Stufen folgen der Methodik des sādhana-bhakti (साधनभक्ति), wohingegen die letzten beiden Stufen sich spontan manifestieren.
Die Prema vorhergehende bhāva-Stufe unterscheidet sich in fünf (manchmal auch sechs) Arten der Einstellung bzw. des Gefühls des Verehrers Gott gegenüber:
- śānta-bhāva (शान्त भाव) – neutrale Beziehung, ruhige Hingabe an Gott
- dāsya-bhāva (दास्य भाव) – dienende Beziehung zu Gott
- sākhya-bhāva (साख्य भाव) – freundschaftliche Beziehung
- vātsalya-bhāva (वात्सल्य भाव) – elterliche Liebe, Verehrung Gottes als Kind
- mādhurya-bhāva (माधुर्य भाव) – Liebe zu Gott wie zu einem Geliebten

Hinzutreten kann kāntā-bhāva (कान्ता भाव) – die Liebe der Ehefrau zu ihrem Ehemann.

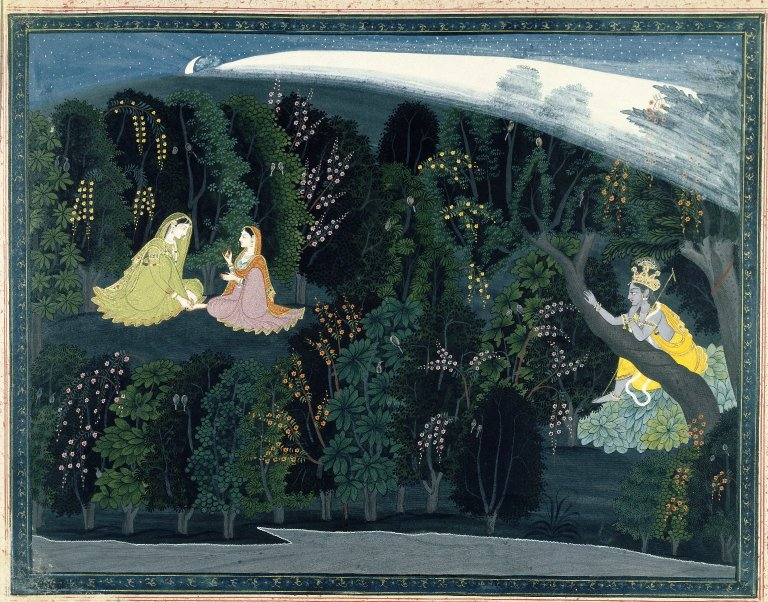
Krishna blickt sehnsüchtig hinüber zu Radha – Lumbagraon Gita Govinda Serie

Manche Vaishnava-Sekten betrachten nicht verunreinigte, unkonditionelle und unaufhörliche Gottesliebe als höchstes und wichtigstes Lebensziel. Die Gaudiya Vaishnava verehren Krishna als höchste Gottheit und Ursache aller Ursachen. Für sie kann sich Prema in zwei entgegengesetzten Prinzipien manifestieren – verbunden/vereinigt als saṁbhoga (संभोग) oder abgesondert/getrennt als vipralambha (विप्रलम्भ). Im Zustand der Trennung besteht ein intensives Verlangen nach dem/der Geliebten. Dieses Gefühl weicht beim Wiederzusammentreffen einem Nektar höchsten Glücks. Gaudiya Vaishnava sind der Ansicht, dass Krischna-Prema zwar kein Feuer ist, aber dennoch unsere materiellen Verlangen verbrennt. Krishna-Prema ist keine Waffe, dennoch sticht sie mitten ins Herz. Ebenso wenig ist sie Wasser, wäscht aber trotzdem alles hinweg – unseren Stolz, religiöse Vorschriften, aber auch unsere Verschüchterung. Krishna-Prema lässt uns im Ozean transzendentaler Ekstase und Glückseligkeit untergehen.
Die Liebe der Kuhhirtin Radha zu Krishna wird von den Gaudiya Vaishnava oft als höchste Form der Gottesliebe dargestellt. Hierbei wird Radha als innere Wirkkraft Krishnas angesehen und gilt als höchste Verehrerin Gottes. Ihre Liebe liegt außerhalb jeden materiellen Verständnisses, da sie jede Art eigennütziger Liebe oder lustvollen Verlangens transzendiert. Die liebevollen Erwiderungen zwischen Radha der höchsten Verehrerin und Krishna dem höchsten göttlichen Angebeteten sind Gegenstand vieler poetischer Schöpfungen wie beispielsweise der Gita Govinda (गीतगोविन्द) oder dem Hari Bhakti Śuddhoḍhāya (हरिभक्तिशुद्धोढाय).

## Prema in hinduistischer Literatur

### Bhagavad Gita
In der Bhagavad Gita erscheint Prema bzw. Premabhakti als mad-bhāva (मद्-भाव) oder transzendentale Liebe, beispielsweise in Vers 4.10. Hierin sagt Krishna:

„Befreit von Anhaftung, Furcht und Zorn, völlig in mich versunken, wurden viele, viele Menschen in der Vergangenheit durch Wissen über mich geläutert – und so erlangten sie alle transzendentale Liebe zu Mir.“

Oder in Vers 13.19:

„Somit habe ich das Tätigkeitsfeld (den Körper), das Wissen und den Gegenstand des Wissens zusammenfassend beschrieben. Nur meine Geweihten können dies vollständig verstehen – und erlangen so Premabhakti, transzendentale liebevolle Hingabe zu Meiner Natur.“

### Brahma-Samhita

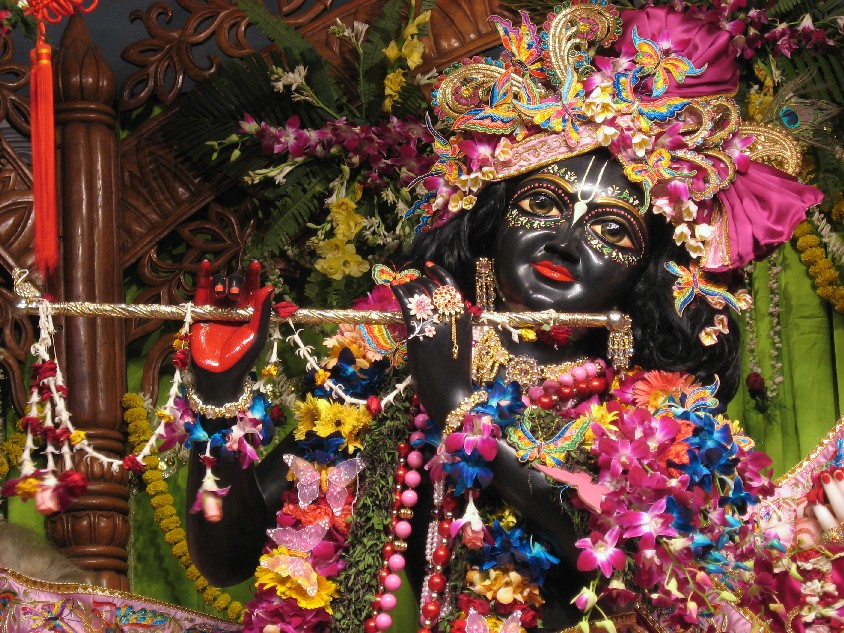
Śyāmasundara, ISKCON-Tempel in Mayapur

Auch die Brahma Samhita beschreibt Prema in Vers 5; 38:

प्रेमाञ्जनच्छुरितभक्तिविलोचनेन
सन्तः सदैव हृदयेषु विलोकयन्ति
यं श्यामसुन्दरमचिन्त्यगुणस्वरूपं
गोविन्दमादिपुरुषं तमहं भजामि

„premāñjana-cchurita-bhakti-vilocanena
 santaḥ sadaiva hŗdayeșu vilokayanti
yaṁ śyāmasundaram acintya-guṇa-svarūpaṁ
 govindam ādi-purușam tam ahaṁ bhajāmi“

„Ich verehre Govinda, den urersten Herrn, den derjenige Gottgeweihte, dessen Augen mit dem Balsam der Liebe gesalbt sind, immer in Seiner ewigen Gestalt als Śyāmasundara im Innern seines Herzens sieht“

### Bhakti-rasamrita-sindhu
Das Bhakti-rasamrita-sindhu (Bhaktirasāmṛtasindhu – भक्तिरसामृतसिन्धु) von Rupa Goswami widmet dem Thema Premabhakti in seinem Abschnitt Östlicher Ozean die Vierte Welle bzw. das Kapitel 4. Es beschreibt beispielsweise in 1.4.15 und in 1.4.16 den oben bereits angeführten Stufenprozess.

आदौ श्रद्धा ततः साधु-सङ्गो’थ भजन-क्रिया
ततो’नर्थ-निवृत्तिः स्यात् ततो निष्ठा रुचिस् ततः (१.४.१५)
अथासक्तिस् ततो भावस् ततः प्रेमाभ्युदञ्चति
साधकानाम् अयं प्रेम्नः प्रादुर्भावे भवेत् क्रमः (१.४.१६)

„ādau śraddhā tataḥ sādhu-saṅgo’tha bhajana-kriyā
tato’nartha-nivṛttiḥ syāt tato niṣṭhā rucis tataḥ (1.4.15)
athāsaktis tato bhāvas tataḥ premābhyudañcati
sādhakānām ayaṃ premnaḥ prādurbhāve bhavet kramaḥ (1.4.16)“

„Am Anfang steht das Verlangen nach Selbstverwirklichung. Sodann erfolgt die Suche nach der Gemeinschaft spirituell fortgeschrittener Menschen. Vermittels eines erfahrenen geistigen Lehrers erfolgt die Einführung in hingebungsvollen Dienst. Hierdurch wird der Neophyt frei von sämtlichen materiellen Banden, erreicht Stetigkeit und fühlt sich hingezogen, mehr über Gott zu erfahren. Dies führt einem weiter zum Gottesbewusstein, das in transzendentale Liebe zu Gott (bhāva) mündet. Vollendete Gottesliebe ist Prema, die Krönung spirituellen Lebens.“